# Renascença carolíngia

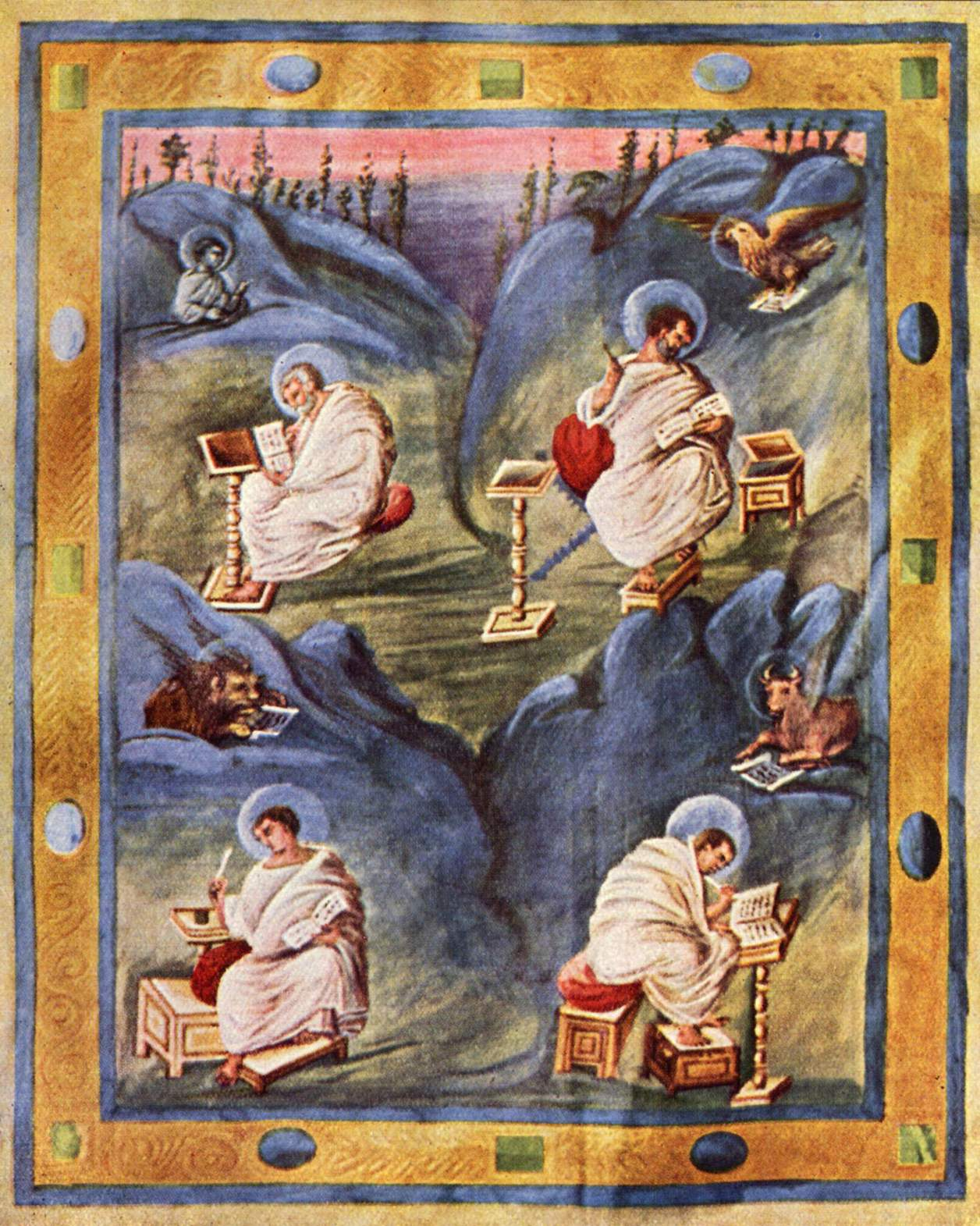
Os quatro evangelistas, iluminura de c. 820, Catedral de Aquisgrano, Alemanha.

Carolíngios é a dinastia franca que sucedeu aos merovíngios, com Pepino, o Breve, e pretendia restabelecer o Império Romano do Ocidente. Por isso, mandou construir escolas para resgatar a cultura latina adormecida nas antigas cidades da Gália. Renascença carolíngia, ou Renascimento Carolíngio, é a ideia de um renascimento da literatura e das artes liberais que teria ocorrido principalmente no reinado de Carlos Magno.

## Reforma na educação
No final do século VIII Carlos Magno conseguira reunir grande parte da Europa sob seu domínio. Para unificar e fortalecer o seu império, decidiu executar uma reforma na educação. O monge beneditino Alcuíno criou um projeto de desenvolvimento escolar que buscou reviver o saber clássico estabelecendo os programas de estudo a partir das sete artes liberais: o trivium, ou ensino literário (gramática, retórica e dialética) e o quadrivium, ou ensino científico (aritmética, geometria, astronomia e música). A partir do ano 787, foram emanados decretos que recomendavam, em todo o império, a restauração de antigas escolas e a fundação de novas. Institucionalmente, essas novas escolas podiam ser monacais, sob a responsabilidade dos mosteiros; catedrais, junto à sede dos bispados; e palatinas, junto às cortes.
Essa reforma ajudou a preparar o caminho para o Renascimento do Século XII. O ensino da dialética (ou lógica) foi fazendo renascer o interesse pela indagação especulativa, dessa semente surgiria mais tarde a filosofia cristã da escolástica; e nos séculos XII e XIII, muitas das escolas que haviam sido fundadas nesse período, especialmente as escolas catedrais, ganharam a forma de universidades medievais.

## Arte
Além de pautar por uma forte herança céltico-germânica, a arte carolíngia inspira-se na arte romana da antiguidade clássica, resultando numa comunhão entre elementos clássicos e o característico espírito emocional e conturbado da Idade Média. A sua expressão arquitectónica vai incidir especialmente na construção religiosa caracterizada por pinturas murais, pelo uso de mosaicos e baixos-relevos surgindo também neste momento a igreja com cripta envolta por deambulatório, tipologia que se irá desenvolver ao longo da Idade Média. Uma das mais significativas construções deste período é a Catedral de Aquisgrano na Alemanha.
As artes decorativas assumem também um lugar de relevo, especialmente no que diz respeito à produção de marfins, joalharia e iluminura, esta última caracterizada por um traço extremamente dinâmico, forte e liberto transmitindo energia rítmica.

## ver também
- Renascimento do Século XII
- Ciência e tecnologia medieval
- Reforma gregoriana